# Only Time
"Only Time" er en sang af den irske musiker Enya. Den blev udgivet i november 2000 som førstesingle fra hendes femte studiealbum, A Day Without Rain (2000). Sangen nåede førstepladsen i Canada, Tyskland, Polen og Schweiz samt nummer to i Østrig. Det blev Enyas eneste top 1 single som solokunstner i USA, hvor den toppede som nummer 10 på Billboard Hot 100.

## Spor
| UK CD and cassette single (2000) 1. "Only Time" 2. "The First of Autumn" 3. "The Promise" German CD single (2000) 1. "Only Time" 2. "The First of Autumn" Remix CD single (2001) 1. "Only Time" (remix) 2. "Oíche Chiúin (Silent Night)" 3. "Willows on the Water" 4. "Only Time" (original version) | European CD single (2001) 1. "Only Time" (remix) – 3:14 2. "Only Time" (original version) – 3:38 US CD single (2001) 1. "Only Time" (remix) – 3:13 2. "Oíche Chiúin (Silent Night)" – 3:45 3. "Willows on the Water" – 3:02 US 7-inch single (2001) A. "Only Time" (remix) – 3:13 B. "May It Be" (edit) – 3:30 |

## Hitlister
| Hitliste (2000–2002)                             | Højeste placering |
| ------------------------------------------------ | ----------------- |
| Australien (ARIA)                                | 69                |
| Østrig (Ö3 Austria Top 40)                       | 2                 |
| Belgien (Ultratip Wallonien)                     | 11                |
| Canada (Nielsen SoundScan)                       | 1                 |
| Europe (Eurochart Hot 100)                       | 5                 |
| Frankrig (SNEP)                                  | 48                |
| Tyskland (Official German Charts)                | 1                 |
| Italien (FIMI)                                   | 17                |
| Holland (Single Top 100)                         | 44                |
| Poland (Nielsen Music Control)                   | 1                 |
| Skotland (Official Charts Company)               | 38                |
| Sverige (Sverigetopplistan)                      | 28                |
| Schweiz (Schweizer Hitparade)                    | 1                 |
| Storbritannien Singles (Official Charts Company) | 32                |
| USA Billboard Hot 100                            | 10                |
| USA Adult Contemporary (Billboard)               | 1                 |
| USA Adult Top 40 (Billboard)                     | 1                 |
| USA Mainstream Top 40 (Billboard)                | 11                |

| Hitliste (2010)                           | Højeste placering |
| ----------------------------------------- | ----------------- |
| US Top New Age Digital Tracks (Billboard) | 1                 |

| Hitliste (2013)        | Højeste placering |
| ---------------------- | ----------------- |
| Frankrig (SNEP)        | 92                |
| Ungarn (Single Top 40) | 10                |
| Ireland (IRMA)         | 58                |
| USA Billboard Hot 100  | 43                |

| Hitliste (2001)                   | Placering |
| --------------------------------- | --------- |
| Austria (Ö3 Austria Top 40)       | 9         |
| Canada (Nielsen SoundScan)        | 25        |
| Canada Radio (Nielsen BDS)        | 9         |
| Europe (Eurochart Hot 100)        | 50        |
| Germany (Official German Charts)  | 2         |
| Switzerland (Schweizer Hitparade) | 8         |
| US Billboard Hot 100              | 59        |
| US Adult Contemporary (Billboard) | 6         |

| Hitliste (2002)                   | Placering |
| --------------------------------- | --------- |
| Canada (Nielsen SoundScan)        | 21        |
| Canada Radio (Nielsen BDS)        | 39        |
| Switzerland (Schweizer Hitparade) | 97        |
| US Adult Contemporary (Billboard) | 9         |

| Hitliste (2000–2009)             | Placering |
| -------------------------------- | --------- |
| Germany (Official German Charts) | 99        |

## I populærkultur
Den 13. november 2013 blev reklamekampagnen The Epic Split lanceret for Volvo Trucks Volvo FM med Jean-Claude Van Damme. "Only Time" blev brugt og reklamens succes gjorte, at sangen igen kom ind på Billboard Hot 100 på nummer 43, og den britisk Singles Chart som nummer 95. Kraft Foods brugte sangen i en reklame der viste forældre, der slappede af mens deres børn spiste Kraft Macaroni & Cheese.
I 2018 blev sangen brugt i Marvel-filmen Deadpool 2, og igen i 2022 Marvel-filmen Thor: Love and Thunder. Sangen blev også spillet ved alle Dallas Stars hjemmekampe i American Airlines Center. Sangene er blevet brugt meget som internetfænomen som underlægningsmusik til forskellige billeder af tragedier.